# تاریخچه بازی‌های ویدئویی

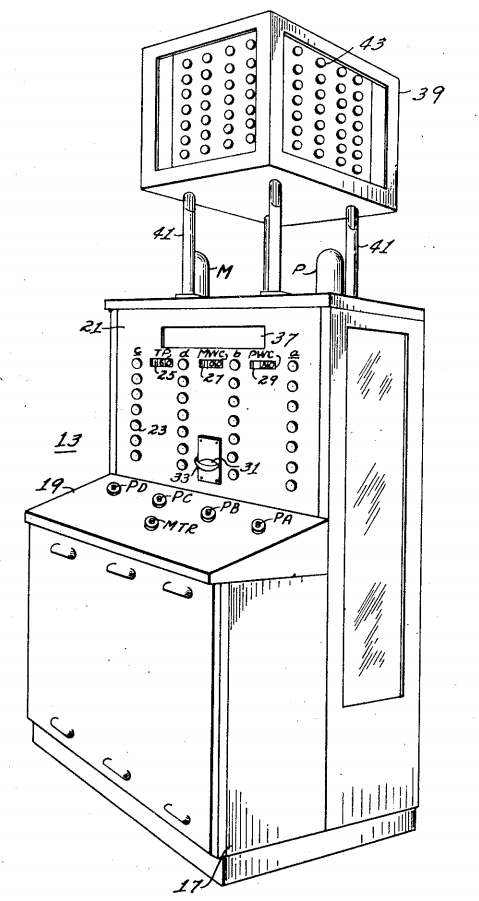
نقشه اولیه مهندسی شده برای دستگاه بازی ویدیویی قدیمی

بازی‌های ویدئویی امروزه از دو منبع سرچشمه می‌گیرند، که یکی از آن‌ها ماشین‌های سکه‌ای هستند. ماشین‌هایی که به صورت نیمه مکانیکی کار کرده و با انداختن سکه در آن‌ها می‌توانستید از آن‌ها استفاده کنید. JukeBox که در سال ۱۹۴۸ به یکی از این ماشین‌های مهم و معمول تبدیل شد مثالی برای این سرچشمه است.
اما قبل از آن، PinBall را نباید از یاد ببریم.
صنعت ماشین پینبال در سال ۱۹۳۲ با تولید ماشین Baffle Ball که توسط David Gottlieb به این کس وارد شده و به حدی گسترده شد.
پس از جنگ جهانی دوم، این ماشین وارد ژاپن شد. شرکتهایی مثل Michael Kogan آن را در این کشور گسترش دادند.
این شرکت یک شرکت یهودی بود که تجارت دستگاه‌های سرگرمی سکه‌ای را جهان گسترش داد.
شرکتهایی مثل Sega Enterprice نیز کار خود را با ساخت دستگاه‌های سکه‌ای شروع کردند.
بازی‌های این دستگاه‌ها جزء اولین بازی‌های اکترونیکی بودند.
همچنین کشورهای آمریکا، آلمان و انگلیس نیز بین سال‌های ۱۹۳۷ تا ۱۹۴۵ اولین کامپیوترهای الکترونیکی را طراحی کردند که می‌شود بعضی از مصرف‌های آن‌ها را در این برگه به حساب آورد.
اولین بازی الکترونیکی شناخته شده دستگاه Cathode-Ray Tube نام دارد که در سال ۱۹۴۸ توسط Thomas T. Goldsmith Jr. و Estle Ray Mann تهیه گردیده است.
این دستگاه از لوله های خلا استفاده می‌کرد و برای شناخت و هدفگیری هدف‌ها به کار می‌رفت که در نوع خود پیشرفت بزرگی به حساب می‌رفت.
برنامه‌هایی همچون Christopher Strachey و OXO نیز جزء اولین برنامه‌های شبیه ساز کامپیوتری بودند.
با این حال، اولین بازی واقعی کامپیوتری در سال ۱۹۵۸ و در تکنولوژی Oscilloscope تهیه شده‌است. ویلیام هگنباتوم، این بازی را تهیه نمود و نام آن تنیس برای دو Tennis For Two بود.
این بازی در لابراتوار Brookhaven National Laboratory به نمایش گذاشته شد. این بازی به صورت ۲ نفره و بسیار ساده بود. نفر اول باید یک زاویه را انتخاب کرده و با کلید انرا به سمت دیگر بیندازد و نفر دوم نیز همینکار را نجام دهد.

## تولد صنعت بخش اول
صنعت بازی‌های کامپیوتری در دهه‌های ۶۰ و ۷۰ متولد شد، اما در این دهه گسترده نشد.
در سال ۱۹۶۱، یک گروه جوان با نام‌های Steve Russell, Wayne Witanen, and J. Martin Graetz که عضو کلوب Tech Model Railroad بودند و دانشجوی مدارس MIT، تصمیم گرفتند برنامه‌ای بنویسند که یک داستان را روایت کند. ساخت یک بازی ایدهٔ راشل بود. این پروژه یکسال بعد در سال به پایان رسید و Spacewar! نام گرفت.
بازی به طوری بود که دو پلیر تا نابود کردن یکدیگر با هم دیگر می‌جنگیدند